# ミサイル・ロケットの命名規則 (アメリカ合衆国)
この項目では、アメリカ軍のミサイル・ロケットの命名規則について記す。

## 現行の命名規則
現在は、陸海空軍の三軍で共通の命名規則を用いている。
この命名規則は名称に含まれる要素の頭文字をとってMDS（Mission-Design-Series）とも呼ばれ、ミサイル及びロケットに限らず航空機にも適用される。本項では、ミサイル及びロケットのみに絞って解説する。航空機の命名規則については、軍用機の命名規則 (アメリカ合衆国)を参照。
アメリカ合衆国のミサイル及びロケットの正式名称は、各々のミサイルに固有識別を与えるために組み合わされた一連の文字および数字で示される。最初の一連の文字（最高4文字）は、ミサイルの発射環境、目標又は目的の種類、及びミサイル又はロケットの種別を決定する。前者の2文字を見ればどこから発射されてどこへ向かうミサイルなのかが判る。航空機の場合と異なり、任務変更記号はなく、常に1つの目的のために記号が割り当てられる。番号は同様の弾体を用いるミサイルで共通のものを使用する（例外もある）。最後に、一連のシリーズとブロックはミサイルの正確な構成を特定する。段階的に拡張されていったため同種類の物であっても採用時期が違えば異なる記号が割り当てられている場合がある。
| 現状接頭記号                                    | 発射環境記号                   | 基本任務記号                                         | 機体種別記号                      |
| C - キャプティブ (Captive)                      | A - 空中 (Air)                 | C - 輸送 (Transport)                                 | B - ブースター (Booster)          |
| D - ダミー (Dummy)                              | B - 多様 (Multiple)            | D - デコイ (Decoy)                                   | M - 誘導ミサイル (Guided Missile) |
| J - 特殊試験（一時） (Special Test (temporary)) | C - コフィン (Coffin)          | E - 電子・通信 (Electronic / Communications)         | N - 探査機 (Probe)                |
| M - メンテナンス (Maintenance)                  | F - 個人 (Individual)          | G - 地表攻撃 (Surface Attack)                        | R - ロケット (Rocket)             |
| N - 特殊試験（永久） (Special Test (Permanent)) | G - 地表 (Surface)             | I - 空中・宇宙邀撃 (Aerial/Space Intercept)          | S - 衛星 (Satellite)              |
| X - 試験 (Experimental)                         | H - サイロ格納 (Silo Stored)   | L - 発射探知・監視 (Launch Detection / Surveillance) |                                   |
| Y - 試作 (Prototype)                            | L - サイロ発射 (Silo-Launched) | M - 科学・測定 (Scientific / Calibration)            |                                   |
| Z - 計画 (Planning)                             | M - 移動 (Mobile)              | N - 航法 (Navigation)                                |                                   |
|                                                 | P - 非防御発射台 (Soft Pad)    | Q - ドローン (Drone)                                 |                                   |
|                                                 | R - 船 (Ship)                  | S - 宇宙支援 (Space Support)                         |                                   |
|                                                 | S - 宇宙 (Space)               | T - 訓練 (Training)                                  |                                   |
|                                                 | U - 水中 (Underwater)          | U - 水中攻撃 (Underwater Attack)                     |                                   |
|                                                 |                                | W - 気象 (Weather)                                   |                                   |

### 構成要素
| 例  |     |     |     |   |     |     |   |     |
| X   | A   | G   | M   | - | 45  | B   | - | 3A  |
| (1) | (2) | (3) | (4) |   | (5) | (6) |   | (7) |

航空機を含む飛翔体システムの正式名称に含まれる構成要素は全部で10あり、ミサイル及びロケットではこのうち7つが該当する（残り3つは航空機専用）。また、正式名称は、MDSのM (Mission) が示す現状 / 発射環境 / 任務種別 / 機体種別、D (Design) が示す設計番号及びS (Series) が示すシリーズの3つの基本的な部分から成る。
- 現状 / 発射環境 / 目標種別（M）
ミサイルの現状、発射環境及び目標種別を示す3～4文字のアルファベット。正式名称の左から順に次のものを含む。
  - Status prefix（現状接頭記号） - (1)
正式名称の先頭に記述する。機体に伴う現状（例えば、非飛行、ダミー）を意味する接頭記号。オプション。
  - Launch Environment（発射環境記号） - (2)
正式名称の基本的な構成要素の1つであり、ミサイル及びロケットの発射環境を特定する。原則的に必須であるが、自己推進能力を持たない人工衛星や宇宙開発用のロケットには例外として発射環境記号が与えられていない。
  - Basic mission（任務種別記号） - (3)
正式名称の基本的な構成要素の1つであり、ミサイル及びロケットの目標又は目的を特定する。必須。
  - Vehicle Type（機体種別記号） - (4)
正式名称の基本的な構成要素の1つであり、ミサイル及びロケットの機体種別を特定する。必須。
- Design Number（設計番号）（D） - (5)
同じ弾体を持つミサイルの各々の設計に割り当てられるシリアル番号。現状/発射環境/目標種別記号と設計番号をダッシュ（-）によって分けて記述する。必須。
- Series（シリーズ）（S） - (6)
同じ設計番号の中でどのシリーズに属しているかを示すアルファベット1文字の接尾記号。必要な場合のみ使用。
  - Configuration Number（構成番号） - (7)

同じシリーズの中での仕様の変更を示す番号。シリーズの後にハイフン（-）を伴う数字で示される。更に細かい変更があった場合に数字の後にアルファベットを記述することがある。必要な場合のみ使用。
- Block（ブロック）
もともとは航空機専用であるが、近年はミサイルにも割り当てられる。弾体の構成が大きく変わらない程度の改善や改修があった場合、すなわちブロック改修があったときに割り当てられる。しかし、これが後に制式にシリーズ記号に格上げされることもあったり、以前のシリーズに戻って同様のブロック改修をすることもあるため、ミサイル本体につけられる型式というよりも改修内容ごとに割り振られた番号と考えるほうが適切である。また、航空機の場合と異なり、改修番号は1から始まり、1ずつ増やされていく（航空機は5又は10ずつのこともある）。必要に応じてブロック番号の後にアルファベットを記述することがある。必要な場合のみ使用。

#### 現状接頭記号
現状接頭記号 (Status prefix) はオプションであり、通常は正規の軍務に用いるミサイルには使われない。
公式に認可されている現状接頭記号は次のとおり。
- C：キャプティブ (Captive)
発射環境に搭載することはできるが、発射することができないミサイルやロケット。誘導装置などは実弾のミサイルと同様のものを搭載していることが多く、ミサイルのシーカーの特性や実際に戦闘する際にどのようにミサイルを扱えばいいかということを搭乗員に教育するために主に用いられる。
例
  - CATM-7E スパロー
  - CATM-9M サイドワインダー
  - CATM-65F マーベリック
  - CATM-84D ハープーン
  - CATM-88A HARM
  - CATM-119B ペンギン
  - CATM-120A AMRAAM
  - CATM-122A サイドアーム
  - CASM-135A ASAT
  - CATM-142A ハブ・ナップ

- D：ダミー (Dummy)
発射環境に搭載することもできず、実弾にあるものがほとんど搭載されていない模擬弾体。高度な電子機器を搭載していて実運用者以外の整備員や地上要員などに特別な訓練を施す必要があるときに用いられる。
例
  - DATM-7E スパロー
  - DATM-9L サイドワインダー
  - DATM-84E ハープーン
  - DATM-86C ALCM
  - DATM-88A HARM
  - DATM-120A AMRAAM
  - AGM-136（英語版） タシット・レインボー
  - DRUM-139A VL-アスロック
  - DMGM-140F ATACMS
  - DATM-142A ハブ・ナップ
  - DMTM-146A ADATS
  - DMTM-157B EFOGM
  - DATM-158A JASSM

- J：特別試験（臨時） (Temporary Special Test)
一時的に設置された器材の特別試験に用いられるものに適用される。“J”記号は、テスト後に元の構成に無理なく戻すことができるものに使われる。
- N：特別試験（永久） (Permanent Special Test)
機体構成への復元不可能な改修を加えられ、原則永久に特別試験に用いられるミサイルやロケットに適用される。
例
  - NATM-9M サイドワインダー
  - NLGM-30F ミニットマン
  - NAEM-84E ハープーン

- X：試作/実験 (Experimental)
まだ軍が受領していないミサイル又は標準構成が確定していない試作ミサイルに適用される。航空機の「実験」を意味する記号とはかなりニュアンスが異なり、実験段階から試作段階までの幅広い範囲で用いられる。
例
  - XMTM-23B ホーク
  - XMGM-31A パーシング
  - XAIM-54C フェニックス
  - AQM-37（英語版） ファイアボルト
  - XFIM-92B スティンガー
  - XAIM-97A シークバット
  - XMIM-104A パトリオット
  - XBQM-106A テレプレイン
  - XMIM-115A US ローランド
  - XRIM-116A RAM
  - XAGM-131A SRAM II

- Y：試作/原型 (Prototype)
実験段階が終了した試作ミサイルに適用される。“X”が技術的に新たな開発が必要というニュアンスを持っているのに対し、“Y”はすでに存在している弾体やシステムを流用して新たなミサイルを開発する場合によく使われる。必ず“X”から“Y”へ移行する必要があるわけではなく、その使用法はあまり明確でない。
例
  - YRIM-7F シースパロー
  - YAIM-54C フェニックス
  - YRIM-66A スタンダードミサイル
  - YRIM-67A スタンダードミサイル
  - YGQM-94A B-ガル
  - YGQM-98A テム-R
  - YMQM-105A アキュイラ
  - YAGM-114A ヘルファイア
  - YCQM-121A ペイヴ・タイガー
  - YAQM-127A SLAT
  - YAIM-132A ASRAAM
  - YCEM-138A ペイヴ・クリケット
  - YPQM-149A UAV-SR
  - YPQM-150A UAV-SR
  - YAIM-152A AAAM
  - YMGM-157A EFOGM

- Z：計画 (Planning)
計画又は開発前段階に適用される。この記号が実際のミサイルやロケットに適用されているのを見ることはない。
例
  - ZAIM-9K サイドワインダー
  - RGM-59（英語版） トーラス
  - ZUGM-73A ポセイドン
  - ZAGM-84A ハープーン
  - ADM-160（英語版） MALD

#### 発射環境記号
発射環境記号 (Launch Environment) は、すべてのミサイル又はロケットが持つ。正式名称の任務を示す部分の核となる記号である。正式名称は発射環境記号なしでは成立しない。また、ミサイルとロケット以外の飛翔体システムに割り当てられることはない。
公式に認可されている発射環境記号は次のとおり。
- A：空中 (Air-launched)
航空機（固定翼、回転翼、無人機を問わない）から発射されるもの。
例
  - AIM-9 サイドワインダー
  - AGM-12 ブルパップ
  - AGM-22
  - AGM-48 スカイボルト
  - AIM-120 AMRAAM

- B：汎用 (Multiple)
特別な改造を施すことなく、様々な環境から発射することができるものに割り当てられる。
例
  - BGM-71 TOW
  - BGM-75 AICBM
  - BGM-109 トマホーク

- C：棺型発射機 (Coffin)
普段はミサイル・コンテナに搭載され、水平発射（45度以下）されるもの。コンクリート等で防護された掩蔽壕（バンカー）も含まれる。棺型発射機は地表面にあることもあるし、海上にあることもある。
例
  - CIM-10 ボマーク
  - CGM-13 メイス
  - CGM-16 アトラス

- F：個人携帯 (Individual)
兵士が個々に携帯し、発射できるもの。
例
  - FIM-43 レッドアイ
  - FGM-77 ドラゴン
  - FIM-92 スティンガー
  - FGM-148 ジャベリン

- G：地上 (Ground-Launched)
滑走路を含む地表面から直接発射されるもの。
例
  - GQM-94（英語版） Bガル
  - GQM-98（英語版） Rターン

- H：サイロ格納 (Silo-Stored)
サイロの中に格納され、垂直位置から発射されるが、サイロ内から発射されないもの。
例
  - HGM-16 アトラス
  - HGM-25A タイタンI

- L：サイロ発射 (Silo-Launched)
格納されているミサイル・サイロの中から直接発射されるもの。
例
  - LGM-25C タイタンII
  - LGM-30 ミニットマン
  - LGM-118A ピースキーパー
  - LIM-49 スパルタン（ナイキ・ゼウス）

- M：移動 (Mobile)
地上を移動する車輌などから発射されるもの。
例
  - MGM-1 マタドール
  - MIM-3 ナイキ・エイジャックス
  - MIM-14 ナイキ・ハーキュリーズ
  - MGM-18 ラクロス
  - MGM-21
  - MIM-23 ホーク
  - MGM-31 パーシング
  - MGM-51 シレイラ
  - MIM-104 パトリオット
  - MGM-134 ミゼットマン

- P：非防護発射台 (Pad)
伝統的な宇宙ロケットやミサイルのように、保護されていない地上施設に保持され、発射されるもの。
例
  - PGM-11 レッドストーン
  - PGM-17 ソー
  - PGM-19 ジュピター
  - PQM-102 デルタ・ダガー
  - PWN-8B

- R：艦載 (Ship-Launched)
水上艦艇から発射されるもの。
例
  - RGM-6 レギュラス
  - RIM-7 シースパロー
  - RIM-55 タイフォン
  - RIM-66 スタンダードミサイル
  - RGM-84 ハープーン
  - RIM-162 ESSM

- S：宇宙 (Space-Launched)
宇宙にある機体から発射されるもの。1976年に発効された「月その他の天体を含む宇宙空間の探査及び利用における国家活動を律する原則に関する条約」、いわゆる「宇宙条約」の第4条には、「核兵器及び他の種類の大量破壊兵器を運ぶ物体を地球をまわる軌道に乗せないこと、これらの兵器を天体に設置しないこと並びに他のいかなる方法によってもこれらの兵器を宇宙空間に配置しないこと」を規定している[2]。この条約のため持続的に核ミサイルなどを人工衛星などに搭載して宇宙に配置できない（大陸間弾道ミサイルが宇宙空間を“通過”するのは持続的な配置ではないので問題ない）。よって、現在では、ロケットの上段部分を指すのみである。
例
  - SSB-7A IUS（Inertial Upper Stage）
  - SSB-8A セントール
  - SSB-9A パムD II

- U：水中 (Underwater-Launched)
潜水艦又は水中にある設備から発射されるもの。
例
  - UGM-27 ポラリス
  - UUM-44 サブロック
  - UGM-73 ポセイドン
  - UGM-96 トライデント

#### 任務種別記号
任務種別記号 (Basic mission) は、ミサイル又はロケットの任務を特定する。ミサイルの場合は通常目標を示す。宇宙ロケットなど攻撃に用いないロケットの場合はその他の任務記号を割り当てられる。正式名称は任務種別記号なしでは成立しない。また、航空機と異なり、任務種別記号だけでは成り立たない。
公式に認可されている任務種別記号は次のとおり。
- C：輸送 (Transport)
貨物を運搬し、ある場所に届けるために設計されたもの。電子装置及兵器システムのキャリアーを指すこともある。

- D：デコイ (Decoy)
敵の対空及びミサイル防衛網を破るための囮として機能するもの。
例
  - ADM-141 TALD
  - ADM-160（英語版） MALD

- E：電子/通信 (Electronics)
通信又は電子対抗策のような電子任務を実行するために設計されたもの。
例
  - MEM-23C ホーク
  - FEM-43B レッドアイ
  - AEM-54A フェニックス
  - ES-4A DSCS II（C3用通信衛星）
  - ES-5A DSCS III（C3用通信衛星）
  - ES-8A MILSTAR（C3用通信衛星）

- G：対地/対艦攻撃 (Ground-Target)
地表面又は海面上の目標を攻撃するために設計されたもの。目標は車輌も含む。
例
  - MGM-5 コーポラル
  - MGM-29 サージェント
  - AGM-45 シュライク
  - MGM-52 ランス
  - AGM-65 マベリック
  - AGM-78 スタンダードARM
  - AGM-88 HARM
  - AGM-114 ヘルファイア
  - AGM-142 ハブ・ナップ

- I：対空迎撃 (Intercept)
空中の目標を攻撃するために設計されたもの。目標は航空機及びミサイルを含む。
例
  - RIM-2 テリア
  - AIM-7 スパロー
  - RIM-8 タロス
  - RIM-24 ターター
  - AIM-54 フェニックス
  - MIM-72 チャパラル
  - AIM-95 アジャイル

- L：発射探知 (Launch detection)
ミサイルの発射を探知し、敵の航空機とミサイルを追跡して、識別するために設計されたもの。弾道ミサイルなどの宇宙への打ち上げと再突入の探知と監視にもあてはまる。
例
  - LS-3A DSP

- M：科学 (Scientific)
科学的なデータを収集するために設計されたもの。

- N：航法 (Navigation)
航法補助のために設計されたもの。
例
  - NS-7 GPS II（GPS衛星）

- Q：ドローン (Drone)
遠隔操縦できるように設計されたもの。
例
  - MQM-33
  - BQM-34（英語版） ファイア・ビー
  - BQM-74（英語版）
  - PQM-102 デルタ・ダガー
  - MQM-107 ストリーカー
  - BQM-145 ペレグリン
  - GQM-163 コヨーテ

- S：宇宙支援 (Space-support)
宇宙でのプログラムや活動を支援するために設計されたもの。また、宇宙にある目標を攻撃するためのミサイルもこれに含まれる。
例
  - ASM-135A ASAT

- T：訓練 (Training)
訓練用に設計されたもの。イナート弾など。

- U：水中攻撃 (Underwater-Tagret)
潜水艦又は水中にある目標を攻撃するために設計されたもの。
例
  - UUM-44 サブロック
  - RUM-125 シーランス
  - RUM-139 VL-アスロック
  - RUR-5 アスロック

- W：気象 (Weather)
気象データや空中のサンプルを収集するために設計されたもの。
  - WS-1A DMSP 5D-2（気象衛星）
  - PWN-8B （高層気象探測用ロケット）

#### 機体種別記号
MDSの任務部分を示す最後の文字は、ミサイル又はロケット用の機体種別記号 (Vehicle Type) である。正式名称は機体種別記号なしでは成立しない。
公式に認可されているミサイル又はロケットの機体種別記号は次のとおり。
- B：ブースター (Booster)
他の機体の主要な又は補助的な推進力を与えるためのユニットである。
例
  - SB-2A アトラスII
  - SB-3A デルタII
  - SB-4A タイタンII
  - SB-5A タイタンIV
  - SSB-7A IUS（Inertial Upper Stage）
  - SSB-8A セントール
  - SSB-9A パムD II
  - ASB-11A ペガサス

- M：ミサイル
誘導ミサイル。誘導装置で制御される経路を飛行する無人の飛翔体である。

- N：宇宙探測機 (Probe)
主に航空宇宙環境におけるデータを収集する飛翔体。
例
  - PWN-8B （高層気象探測用ロケット）
  - PWN-10A （高層気象探測用ロケット。気象探測機器とトランスポンダーを上空240,000 ft（約80,000 m）へ運び、パラシュートで地球に帰還中に大気のデータを送る。）
  - PWN-10B （遠隔測定法に含まれない測距受信機を搭載。）
  - PWN-11A （高層気象探測用ロケット）
  - PWN-12A （高層気象探測用ロケット。レーダー目標気球ML-568/AMを上空300,000 ft（約100,000 m）でふくらました後、降下しながらレーダーで追跡され、大気密度データを送る。）

- R：ロケット (Rocket)
発射後の誘導がない無人の飛翔体である。
例
  - MGR-1 オネスト・ジョン
  - AIR-2 ジニー
  - MGR-3 リトル・ジョン
  - RUR-4A ウェポン・アルファ
  - RUR-5 アスロック
  - XAGR-14A ザップ
  - XFGR-17A バイパー
  - DGTR-18A スモーキー・サム

- S：人工衛星
地球の衛星軌道に乗って回る無人の機体である。
  - WS-1A DMSP 5D-2（気象衛星）
  - LS-3A DSP
  - ES-4A DSCS II（C3用通信衛星）
  - ES-5A DSCS III（C3用通信衛星）
  - NS-7 GPS II（GPS衛星）
  - ES-8A MILSTAR（C3用通信衛星）

#### 設計番号
命名システムによると、飛翔体の機体種別又は標準機体の基本任務ごとに連続した番号を振られることになっており、ミサイルを示す「M」がつく設計番号 (Design Number) は基本的に一連番号になっている。発射環境が違っていても弾体が同じであれば設計番号は同じになる（例えば、AGM-84、RGM-84、UGM-84 ハープーン）。しかし、弾体の流用も頻繁に起こるため、設計番号が前後することがある。例えば、AGM-78 スタンダードARMはRIM-66 スタンダードミサイルの弾体を流用しているが設計番号が変わっている。また、スタンダードARMを流用した艦載用対レーダーミサイルはRGM-66と再び設計番号がスタンダードミサイルの“66”に戻っている。RIM-66を対レーダーミサイルに流用したことで設計番号を“78”としたのであれば、目標も変わっているので艦載用はRGM-78であるべきである。

#### シリーズ記号
同型のミサイル又はロケットの異なるバージョンは、“A”から始まり順に増えていく1文字のシリーズ記号 (Series) を使って詳細に示されることになっている（ただし、数字の“1”及び“0”との混同を避けるために“I”及び“O”は使用されない）。しかし、どれくらいの変更があれば新しいシリーズ記号を与えるに値する要件となるのかは明らかではない。近年では、ブロック改修を繰り返すうちに大幅な設計変更が発生した場合にシリーズ記号を繰り上げるというような使われ方をしているようである。例えば、AGM-88 HARMの場合は、常にブロック改修が先行し、それにシリーズ記号が追いついてくるという形になっている。

#### 構成番号
構成番号 (Configuration Number) はミサイルなどの制式名称の後にハイフン（-）と共に続く数字で、そのシリーズの中で若干の仕様変更があると付与される。例えば、AGM-45 シュライクでは、AGM-45Aの中でもAGM-45A-1からAGM-45A-10まである。しばしばその数字の後にアルファベットを付記することもある（AGM-45A-3A等）。ブロック改修番号が頻繁に用いられるようになった現代ではあまり構成番号を繰り上げることはなくなったが、AGM-88 HARMでは、メーカーを途中で切り替え（ようとし）た場合にメーカーを区別するために「AGM-88C-1（テキサス・インスツルメンツ製シーカー搭載）」と「AGM-88C-2（ロラール製シーカー搭載）」に分けて呼ぶこともあり、使い方は比較的柔軟である。

## 過去の命名規則

### 統一命名規則（1947年）
| 状態接頭辞                  | 発射環境              | 目標環境              | 種別                   | 開発軍               | 番号 | 変更接尾語 |
| R - 研究 (Research)         | A - 空中 (Air)        | A - 空中 (Air)        | M - ミサイル (Missile) | A - 空軍 (Air Force) |      |            |
| T - 訓練 (Training)         | S - 地表 (Surface)    | S - 地表 (Surface)    |                        | G - 陸軍 (Army)      |      |            |
| X - 試験 (Experimental)     | U - 水中 (Underwater) | U - 水中 (Underwater) |                        | N - 海軍 (Navy)}     |      |            |
| Y - 実用試験 (Service Test) |                       |                       |                        |                      |      |            |

| 基本任務              | 種別                       | 開発軍               | 番号 | 変更接尾語 |
| C - 制御 (Control)    | TV - 実験機 (Test Vehicle) | A - 空軍 (Air Force) |      |            |
| L - 発射 (Launching)  |                            | G - 陸軍 (Army)      |      |            |
| P - 推進 (Propulsion) |                            | N - 海軍 (Navy)      |      |            |
| R - 研究 (Research)   |                            |                      |      |            |

番号は3軍それぞれ割り当て方式が異なっている
- 空軍：ミサイルの任務種別ごとの連続した数字。
- 陸軍：種別を問わない一連番号。
- 海軍：初めは偶数が割り当てられのちに連続番号に移行した。

| Prefix              | Not Used          |          |
| Launch Environment  | S - Surface       | S        |
| Target Environment  | S - Surface       | S        |
| System Designation  | M - Missile       | M        |
| Developing Service  | A - Air Force     | A        |
| Sequence Number     | Sequencial Number | 2        |
| Modification Suffix |                   | Not Used |

| Basic Mission       | Research          | R        |
| System Designation  | TV - Test Vehicle | TV       |
| Developing Service  | G - Army          | G        |
| Sequence Number     |                   | 1        |
| Modification Suffix |                   | Not Used |

### 合衆国空軍命名規則

#### 合衆国空軍命名規則（1951年 - 1955年）
この期間、米空軍は無人操縦の航空機としてミサイルを扱った。
| Basic Mission                       | Sequence Number | Modification Series |
| B - 爆撃機 (Bomber) "対地ミサイル"  |                 |                     |
| F - 戦闘機 (Fighter) "対空ミサイル" |                 |                     |
| X - 実験機 (Experimental)           |                 |                     |

#### 合衆国空軍命名規則（1955年 - 1963年）
| Status Prefix               | Basic Mission                                            | Sequence Number | Modification Series |
| H - 硬化 (Hardened)         | GAM - 誘導空中発射ミサイル (Guided Air-Launched Missile) |                 |                     |
| R - 偵察 (Reconnaissance)   | GAR - 誘導空中発射ロケット (Guided Air-Launched Rocket)  |                 |                     |
| S - 宇宙 (Space)            | IM - 邀撃ミサイル (Intercept Missile)                    |                 |                     |
| T - 練習 (Training)         | RM - 研究ミサイル (Research Missile)                     |                 |                     |
| U - 練習 (Training)         | SM - 戦略ミサイル (Strategic Missile)                    |                 |                     |
| X - 試験 (Experimental)     | TM - 戦術ミサイル (Tactical Missile)                     |                 |                     |
| Y - 実用試験 (Service Test) |                                                          |                 |                     |

1から始まっているGARを除き誘導ミサイルMの番号は爆撃機Bの当時の67番からの通し番号である。

### 合衆国海軍命名規則

#### 合衆国海軍命名規則（1941年 - 1945年）
同時代の航空機に準ずる命名規則がミサイルにも適用されている。以下の1946年-1947年の項および陸軍の1941年-1947年の項目も同様である。ただし、今のところF6F-5KやTDNのように命名系列によっては一覧から省略されている機材も存在する。またこの時期のメーカー記号は年によって細かく変更されているので同メーカーでも年代によって異なるメーカー記号が割り当てられている場合がある。
| 状態接頭辞              | 基本任務                                   | メーカー記号                       |
| X - 試験 (Experimental) | BD - 突撃ドローン (Assault Drone)          | D - マクドネル (McDonnell)         |
|                         | LB - 爆装グライダー (Bomb Carrying Glider) | E - プラット＝リード (Pratt-Read)  |
|                         | TD - 無人標的機 (Target Drone)             | P - パイパー (Piper)               |
|                         |                                            | T - テイラークラフト (Taylorcraft) |

#### 合衆国海軍命名規則（1946年 - 1947年）
| 基本任務                          | 番号                                                        | メーカー記号                                   |
| KA - 対空 (Anti-Aircraft)         | None - そのメーカーによって作られたその任務の最初のミサイル | D - マクドネル (McDonnell)                     |
| KD - 無人航空機 (Drone)           | 2 - そのメーカーによって作られたその任務の2番目のミサイル   | M - マーチン (Martin)                          |
| KG - 対地攻撃 (Ground Attack)     | 3 - そのメーカーによって作られたその任務の3番目のミサイル   | N -海軍航空資材局 (Naval Air Material Unit)    |
| KS - 対艦 (Anti-Ship)             |                                                             | Q - フェアチャイルド (Fairchild)               |
| KU - 研究試験 (Research and Test) |                                                             | S - スペリー (Sperry)                          |
|                                   |                                                             | Y - コンベア (Convair)                         |
|                                   |                                                             | W - ウィリス＝オーバーランド (Willys-Overland) |

### 合衆国陸軍命名規則

#### 合衆国陸軍命名規則（1941年 - 1947年）
| Designation                       | Function                     | Period of Usage |
| BG - 爆装グライダー (Bomb Glider) | 爆発性の弾頭を装備した滑空機 | 1942 to 1944    |
| BQ - 誘導爆弾 (Guided Bomb)       | 地上発進式の無線操縦無人機   | 1942 to 1945    |
| GB - 滑空爆弾 (Glide Bomb)        | 誘導爆弾                     | 1941 to 1947    |
| GT - 滑空魚雷 (Glide Torpedo)     | 魚雷を装備する誘導爆弾       | 1943 to 1947    |
| JB - ジェット爆弾 (Jet Bomb)      | ミサイル                     | 1943 to 1947    |
| VB - 垂直爆弾 (Vertical Bomb)     | 誘導爆弾                     | 1943 to 1947    |

#### 合衆国陸軍命名規則（1955年 - 1963年）
この期間の陸軍のミサイルは陸軍で使用されているそのほかの武器同様のM番号を付与されておりミサイルならではの特別な命名法は存在しない。また表には欠番がありここにはこの時期に陸軍で使用あるいは開発されていた幾つかのミサイルが該当する可能性がある。しかしながらそれらのMナンバーは知られていない。
| 接頭辞                          | Army Ordnance Designator           | Equipment Category Sequence Number | Modification Suffix |
| X - 前生産段階 (Pre Production) | M - 武器番号 (Ordnance Designator) |                                    |                     |